# Юстиніан (магістр війська)
Юстиніан (після 525 — 582) — політичний та військовий діяч ранньої Візантійської імперії.

## Життєпис
Походив з династії Юстиніна. Другий син Германа, magister militum, та Пассари. Народився після 525 року в Константинополі. Завдяки належності до правлячої династії здійснив швидку кар'єру. Розпочав службу у війську під орудою батька. У 550 році спільно зі своїм молодшим братом Юстиніаном брав участь у військовому поході, на чолі якого було поставлено Германа. Той повинен був виступити проти Королівства остготів, але батько Юстиніана раптово помер восени того року, коли візантійське військо ще перебувало на Балканському півострові. Після цього Юстиніан і його шварг Іоанн на чолі армії рушили до Салони, де євнух Нарсес прийняв командування наприкінці 551 року.
На початку 552 року на посаді magister разом зі старшим братом Юстином очолив військо, яке повинно було захищати область Іллірик від вторгнення слов'янських племен. Того ж року Юстиніан з Юстином спільно з Амалафридом, королем тюрінгів, та Суарта, королем герулів, рушили на допомогу племені лангобардів, що воювали з гепідами в Паннонії, на яку претендувала імперія. Але затрималися через повстання в місті Ульпіана (Мезія).
До 572 року відсутні згадки про діяльність Юстиінана. Ймовірно брав участь у війнах проти персів, слов'ян та германських племен. 572 року призначено magister militum per Armeniam (військовим магістром Вірменії), якому фактично підпорядковувалися усі візантійські війська на Кавказі. Того ж року допомагав Вардану Маміконяну в обороні міста Двін, а після його руйнування персами — у відновленні.
наприкінці 574 року після переходу фактичної влади до Тиберія (після того, як імператор Юстин II збожеволів) Юстиніана було призначено magister militum per Orientem (військовим магістром Сходу) й доручено завершити війну з Персією. Спочатку Юстиніан зумів відновити оборону візантійського кордону, потім знову встановив союз з аль-Мудхіром, володарем Гассанідської держави в Арабії. Втім не зміг завадити просуванню шахіншаха Хосрова I, який захопив Каппадокію, Вірменію. Невдовзі перси захопили важливі міста Кесарію та Себастію. Але Юстиніана вправними діями змусив перське військо відступити, зумівши захопити частину військового табору ворога. Але у нічній битві при Мелітені Юстиніан зазнав поразки, захопивши Мелітену. Під час повернення Хосрова I до Персії Юстиніан атакував того при перетині Євфрату, захопивши значну здобич, зокрема 24 військових слонів.
У 576 році Юстиніан вдерся до Атропатени, де зимував, але не зміг закріпитися в Персарменії. Напочатку 577 року перські війська на чолі із Тамхосровом, який завдав поразки юстиніанові в Каппадокії. Згодом ворог сплюндрував провінцію Осроену. Того ж року юстиніан зумів відбити напад персів на місто Костянтина. Наприкінці 577 року замінено на посаді Маврикієм, зятем імператора Тиберія II.
У 578 році брав участь удекількох змовах проти імператора, метою яких було передача трона юстиніанові. Натхненицею заколотів була Елія Софія, удова імператора Юстина II. Втім змови було розкрито, Юстиніана пробачено, але той сплатив 1500 лібрів золота. У 579 році знову брав участь у змові проти Тиберія II, але невдало. Юстиніана втретє було пробачено. після цього відійшов від політичних справ. Помер 582 року в Константинополі.

## Родина
- Герман (д/н—після 582), цезар, чоловік Харіто, доньки імператора Тиберія II
- донька